# Повідомлення безпеки
Повідомлення безпеки (англ. S-phrases) — стандартні фрази, які використовуються у Європі та інших країнах світу для відображення ступенів ризику та засобів використання тих або інших речовин.
Дані фрази визначено у Додатку IV Директиви 67/548/EEC Євросоюзу Інструкції з безпеки щодо небезпечних речовин та препаратів. Нижче наводиться неофіційний переклад.
- S1: Зберігати у зачинених місцях
- S2: Зберігати в недоступності для дітей
- S3: Зберігати у прохолодному місці
- S4: Зберігати поза житловими приміщеннями
- S5: Зберігати вміст під … (відповідну рідину вказує виробник)
- S6: Зберігати під … (інертний газ вказує виробник)
- S7: Зберігати у щільно зачиненій тарі
- S8: Зберігати у сухій тарі
- S9: Зберігати тару у добре провітрюваному місці
- S12: Зберігати у незапечатаному стані
- S13: Зберігати подалі від їжі, напоїв та корму для тварин
- S14: Зберігати подалі від … (несумісні речовини вказує виробник)
- S15: Зберігати подалі від тепла
- S16: Зберігати подалі від джерел вогню — Не палити
- S17: Зберігати подалі від горючих матеріалів
- S18: Поводитись та відкривати обережно
- S20: Під час використання не їсти і не пити
- S21: Під час використання не курити
- S22: Не вдихати пил
- S23: Не вдихати газ/дим/пару/розпорошену рідину (відповідне поняття вказує виробник)
- S24: Уникати потрапляння на шкіру
- S25: Уникати потрапляння в очі
- S26: У випадку потрапляння в очі, негайно промити очі великою кількістю води та звернутися по допомогу до медичних працівників
- S27: Негайно зняти увесь заражений одяг
- S28: У випадку потрапляння на шкіру, негайно промити великою кількістю … (речовину вказує виробник)
- S29: Не зливати у водогін та каналізацію
- S30: У жодному разі не додавати воду до даної речовини
- S33: Вжити запобіжних заходів проти статичних розрядів
- S35: Дана речовина та її тара повинні утилізуватися безпечним чином
- S36: Надягати відповідний захисний одяг
- S37: Надягати відповідні захисні рукавиці
- S38: У разі недостатньої вентиляції надягати відповідне респіраторне оснащення
- S39: Надягати захисні засоби для очей/обличчя
- S40: Для миття підлог та інших об'єктів, що забруднені даною речовиною, використовувати … (вказує виробник)
- S41: У випадку пожежі і/або вибуху не вдихати дим
- S42: Під час фумігації/розпилювання надягати відповідне респіраторне оснащення (вказує виробник)
- S43: У випадку пожежі використовувати … (вказується тип обладнання для пожежогасіння. Якщо вода збільшує ризик, додати — У жодному разі не використовувати воду)
- S45: У нещасних випадках або при виникненні відчуття недуги, негайно звернутися за медичною допомогою (якщо можливо, із зазначенням відповідної етикетки)
- S46: У випадку проковтування, негайно звернутися за медичною допомогою та показати дану тару або етикетку
- S47: Зберігати при температурах, що не перевищують … °C (вказує виробник)
- S48: Зберігати у вологому стані з … (відповідну речовину вказує виробник)
- S49: Зберігати тільки в оригінальній тарі
- S50: Не змішувати з … (вказує виробник)
- S51: Використовувати тільки в добре провітрюваних місцях
- S52: Не рекомендується використання всередині приміщень на великих площинах
- S53: Не залишати відкритим для зовнішніх впливів — отримати особливі інструкції перед використанням
- S56: Утилізувати дану речовину і її тару в місцях збору небезпечних речовин або спеціального сміття
- S57: Використовувати придатну тару, щоб уникнути забруднення довкілля
- S59: Звернутися до виробника/постачальника за інформацією про відновлення та утилізацію
- S60: Дану речовину та її тару треба утилізувати як небезпечні відходи
- S61: Уникати потрапляння в навколишнє середовище. Дивіться спеціальні інструкції/інформацію з безпеки
- S62: У випадку проковтування не викликати блювання: негайно звернутися за медичною допомогою та показати дану упаковку або етикетку
- S63: У разі нещасного випадку після вдихання: вивести постраждалого на свіже повітря та дати спокій на деякий час
- S64: У випадку проковтування промити рот водою (тільки якщо постраждалий у свідомому стані)

## Комбінації
- S1/2: Зберігати у зачинених місцях і в недоступності для дітей
- S3/7: Зберігати у прохолодному місці у щільно зачиненій тарі
- S3/7/9: Зберігати у прохолодному, гарно провітрюваному місці у щільно зачиненій тарі
- S3/9/14: Зберігати у прохолодному, гарно провітрюваному місці подалі від … (несумісні речовини вказує виробник)
- S3/9/14/49: Зберігати тільки в оригінальній тарі у прохолодному, гарно провітрюваному місці подалі від … (несумісні речовини вказує виробник)
- S3/9/49: Зберігати тільки в оригінальній тарі у прохолодному, гарно провітрюваному місці
- S3/14: Зберігати у прохолодному місці подалі від … (несумісні речовини вказує виробник)
- S7/8: Зберігати у щільно зачиненій та сухій тарі
- S7/9: Зберігати у щільно зачиненій тарі у гарно провітрюваному місці
- S7/47: Зберігати у щільно зачиненій тарі при температурах, що не перевищують … °C (вказує виробник)
- S20/21: Під час використання не їсти, не пити і не курити
- S24/25: Уникати потрапляння на шкіру та очі
- S27/28: У випадку потрапляння на шкіру, негайно зняти увесь заражений одяг і промити постраждале місце великою кількістю … (вказує виробник)
- S29/35: Не зливати у водогін та каналізацію; утилізувати дану речовину та її тару безпечним чином
- S29/56: Не зливати у водогін та каналізацію; утилізувати дану речовину та її тару в місцях збору небезпечних речовин або спеціального сміття
- S36/37: Надягати відповідний захисний одяг та рукавиці
- S36/37/39: Надягати відповідний захисний одяг, рукавиці та захисні засоби для очей/обличчя
- S36/39: Надягати відповідний захисний одяг та захисні засоби для очей/обличчя
- S37/39: Надягати відповідні захисні рукавиці та захисні засоби для очей/обличчя
- S47/49: Зберігати тільки в оригінальній тарі при температурах, що не перевищують … °C (вказує виробник)